# Wiener Konzerthaus
Het Wiener Konzerthaus is een concertgebouw in Wenen. In residentie spelen er de Wiener Symphoniker, het Wiener Kammer Orchester, de Wiener Singakademie en Klangforum Wien. Het gebouw uit 1913 van de architecten Büro Fellner & Helmer ligt in het gemeentedistrict III. Landstraße, aan de rand van de Innere Stadt, tussen de Schwarzenbergplatz en het Weens stadspark. Het ligt op zo'n 200 meter ten oosten van de Wiener Musikverein.
Het bouwwerk werd op 19 oktober 1913 in aanwezigheid van keizer Frans Jozef I van Oostenrijk ingehuldigd. Het motto van de zaal werd: "Eine Stätte für die Pflege edler Musik, ein Sammelpunkt künstlerischer Bestrebungen, ein Haus für die Musik und ein Haus für Wien." Dirigent Ferdinand Löwe dirigeerde bij de inauguratie het orkest van de Wiener Symphoniker. Op het programma iets nieuws en iets klassieks, op. 61, een prelude van Richard Strauss die die avond in wereldpremière werd gebracht, en de Negende Symfonie in d mineur, Op. 125 van Ludwig van Beethoven.

## Afmetingen
| Zaal                                   | Oppervlakte            | Capaciteit                                                          |
| Großer Saal                            | 750 m² 170 m² (podium) | 1.865 plaatsen 1.116 (parterre) 361 (balkon en loges) 388 (galerie) |
| Mozart-Saal                            |                        | 704 plaatsen                                                        |
| Schubert-Saal                          |                        | 366 plaatsen                                                        |
| Neue Saal (vanaf 2009-2010 Berio-Saal) |                        | ca. 400 plaatsen                                                    |